# Toxomerus sapphiridiceps
Toxomerus sapphiridiceps là một loài ruồi trong họ Ruồi giả ong (Syrphidae). Loài này được Bigot mô tả khoa học đầu tiên năm 1884. Toxomerus sapphiridiceps phân bố ở vùng Tân Nhiệt đới